# Jean-Charles Gerbous de La Grange
Jean Charles Gerbous de la Grange, né le 1er avril 1739 à Mézin (Lot-et-Garonne), mort le 8 mai 1823 à Mézin (Lot-et-Garonne), est un général français de la Révolution et de l’Empire.

## États de service
Il entre en service le 8 novembre 1754, comme lieutenant dans le régiment d’Orléans-infanterie.
Il passe rapidement aux grades supérieurs, et le 25 juillet 1791, il est nommé chef de brigade, puis colonel le 10 juin 1792 au 44e régiment d’infanterie. Il est affecté à l’armée de la Moselle en 1792.
Il est promu général de brigade le 8 mars 1793, et il est suspendu comme noble le 20 septembre 1793. Il est admis à la retraite en 1794.
Il est élu candidat au corps législatif par l’arrondissement de Nérac en 1808, mais il n’a pas été appelé à siéger.

## Sources
- (en) « Generals Who Served in the French Army during the Period 1789 - 1814: Eberle to Exelmans »
- Docteur Robinet, Jean-François Eugène et J. Le Chapelain, Dictionnaire historique et biographique de la révolution et de l'empire, 1789-1815, volume 2, Librairie Historique de la révolution et de l’empire, 886 p. (lire en ligne), p. 39.
- (pl) « Napoléon.org.pl »